# Meulles
Meulles est une ancienne commune française, située dans le département du Calvados en région Normandie, devenue le 1er janvier 2016 une commune déléguée au sein de la commune nouvelle de Livarot-Pays-d'Auge.
Elle est peuplée de 350 habitants.

## Géographie
| Préaux-Saint-Sébastien (comm. nouv. de Livarot-Pays-d'Auge)                                                          | Cerqueux (comm. nouv. de Livarot-Pays-d'Auge) | Cerqueux (comm. nouv. de Livarot-Pays-d'Auge)                                                |
| Notre-Dame-de-Courson (comm. nouv. de Livarot-Pays-d'Auge), Les Moutiers-Hubert (comm. nouv. de Livarot-Pays-d'Auge) | Meulles                                       | Friardel (comm. nouv. de La Vespière-Friardel), Familly (comm. nouv. de Livarot-Pays-d'Auge) |
| Canapville (Orne) | Avernes-Saint-Gourgon (Orne), Familly         | Familly (comm. nouv. de Livarot-Pays-d'Auge)                                                 |

## Toponymie
Le nom de la localité est attesté sous les formes Moles en 1050 et 1066 et Molae en 1195.
Le toponyme est issu de l'ancien français meule (du latin mola) qui a conservé sa graphie en français moderne. Il évoque une activité meunière comme à Mosles et au Molay.
Le gentilé est Meullois.

## Histoire
L'origine de Meulles (parfois orthographié Meules) est fort ancienne, car on la trouve mentionnée dans des chartes dès le XIe siècle. Le plus ancien seigneur de Meulles mentionné dans l’histoire est Beaudouin († v. 1090), deuxième fils du comte Gilbert de Brionne, issu des ducs de Normandie ; il prit part à la conquête de l’Angleterre avec Guillaume le Conquérant. Un seigneur de Meulles se battit à Brémule, en 1119, aux côtés de Guillaume Cliton, dernier rejeton des ducs de Normandie.
En 1944, lors de la bataille de Normandie, Meulles est libérée par la 5e brigade de la 2e division d’infanterie canadienne commandée par le brigadier W. J. Megill.
Le 1er janvier 2016, Meulles intègre avec vingt-et-une autres communes la commune de Livarot-Pays-d'Auge créée sous le régime juridique des communes nouvelles instauré par la loi no 2010-1563 du 16 décembre 2010 de réforme des collectivités territoriales. Les communes d'Auquainville, Les Autels-Saint-Bazile, Bellou, Cerqueux, Cheffreville-Tonnencourt, La Croupte, Familly, Fervaques, Heurtevent, Livarot, Le Mesnil-Bacley, Le Mesnil-Durand, Le Mesnil-Germain, Meulles, Les Moutiers-Hubert, Notre-Dame-de-Courson, Préaux-Saint-Sébastien, Sainte-Marguerite-des-Loges, Saint-Martin-du-Mesnil-Oury, Saint-Michel-de-Livet, Saint-Ouen-le-Houx et Tortisambert deviennent des communes déléguées et Livarot est le chef-lieu de la commune nouvelle.

## Politique et administration

### Liste des maires
| Période                                  | Période       | Identité          | Étiquette | Qualité                                                       |
| ---------------------------------------- | ------------- | ----------------- | --------- | ------------------------------------------------------------- |
| 1977                                     | mars 2008     | Dominique Letorey |           |                                                               |
| mars 2008                                |               | Pierre Mialon     |           | Ingénieur SNCF                                                |
| mars 2014                                | décembre 2015 | Patrick Beaujan   | MoDem     | Cadre commercial développement économique, conseiller général |
| Les données manquantes sont à compléter. |               |                   |           |                                                               |

Le conseil municipal était composé de onze membres dont le maire et deux adjoints. Quatre de ces conseillers intègrent le conseil municipal de Livarot-Pays-d'Auge le 1er janvier 2016 jusqu'en 2020 et Patrick Beaujan devient maire délégué.

### Jumelages
- Sampford Peverell (Royaume-Uni) depuis 1993.

## Démographie
En 2021, la commune comptait 350 habitants. Depuis 2004, les enquêtes de recensement dans les communes de moins de 10 000 habitants ont lieu tous les cinq ans (en 2007, 2012, 2017, etc. pour Meulles) et les chiffres de population municipale légale des autres années sont des estimations.
Meulles a compté jusqu'à 1 232 habitants en 1806.
| 1793  | 1800  | 1806  | 1821  | 1831  | 1836  | 1841  | 1846  | 1851 |
| ----- | ----- | ----- | ----- | ----- | ----- | ----- | ----- | ---- |
| 1 069 | 1 130 | 1 232 | 1 144 | 1 180 | 1 170 | 1 068 | 1 050 | 913  |

| 1856 | 1861 | 1866 | 1872 | 1876 | 1881 | 1886 | 1891 | 1896 |
| ---- | ---- | ---- | ---- | ---- | ---- | ---- | ---- | ---- |
| 853  | 780  | 720  | 762  | 780  | 723  | 715  | 694  | 700  |

| 1901 | 1906 | 1911 | 1921 | 1926 | 1931 | 1936 | 1946 | 1954 |
| ---- | ---- | ---- | ---- | ---- | ---- | ---- | ---- | ---- |
| 641  | 629  | 546  | 525  | 546  | 548  | 517  | 557  | 563  |

| 1962 | 1968 | 1975 | 1982 | 1990 | 1999 | 2007 | 2012 | 2017 |
| ---- | ---- | ---- | ---- | ---- | ---- | ---- | ---- | ---- |
| 493  | 449  | 396  | 330  | 329  | 362  | 393  | 389  | 362  |

| 2019 | - | - | - | - | - | - | - | - |
| ---- | - | - | - | - | - | - | - | - |
| 355  | - | - | - | - | - | - | - | - |

## Culture locale et patrimoine

### Lieux et monuments

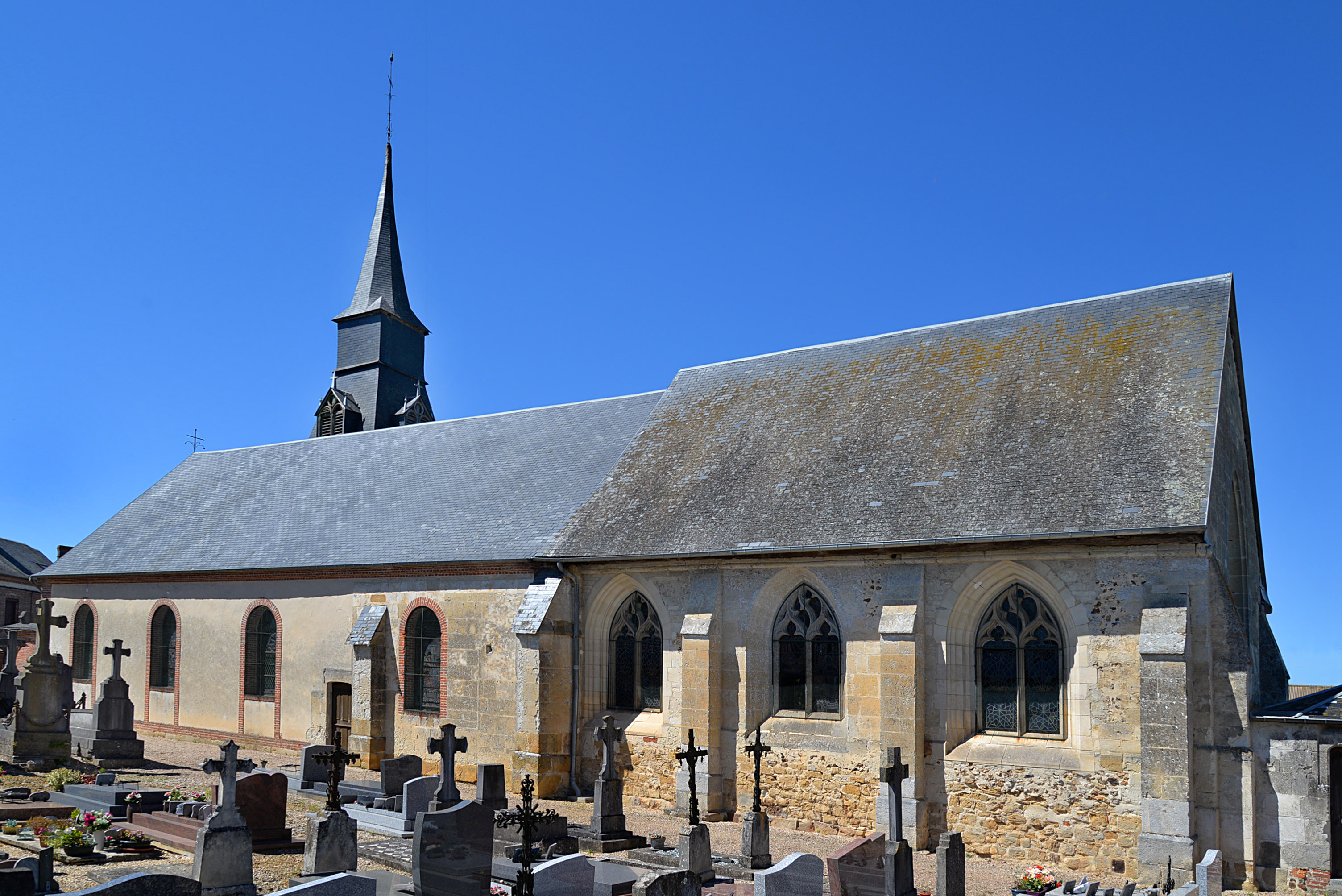
L’église Saint-Pierre.

- Église Saint-Pierre du XIIe siècle. La tour du clocher est la partie la plus ancienne de l'église.

À l’intérieur on peut voir une Vierge à l'Enfant du XVe et un Christ en croix du XVIIIe dont le pagne est doré à l’or fin.
- Haras de Montfort et Préaux, réputé pour ses étalons. La reine d'Angleterre, Élisabeth II, a confié son étalon, Recorder, au haras Montfort et Préaux[13].
- Château de Montfort.
- Manoir des Chesnes du XVIIe siècle[14].
- Manoir des Éteux de la seconde moitié du XVIIe siècle[15].

### Personnalités liées à la commune
- Baudouin de Meules (mort vers 1090), seigneur de Meules.
- Robert de Meules (mort en 1011), seigneur de Meules.
- Baudouin de Meules (mort en 1090), baron anglo-normand.
- Les barons Moels (en), quatre barons anglo-normands des XIIIe et XIVe siècles.
- Jacques Duguay Meulles (1695-Paris, 1749), orfèvre joaillier, né le 6 août 1695 au village de Meulle, paroisse Saint-Pierre. Jacques Duguay est le quatrième d’une fratrie de huit enfants : Anne, Jean, Marie, Jacques, Denis, Charle et encore un Jean tous nés entre 1690 et 1705. Jean Duguay, son père, et Marie Leguay, sa mère se sont mariés au village de Meulles le 6 février 1690. On ne connait pas avec exactitude la profession de Jean Duguay : était-il laboureur à Meulles ? Rien ne permet de l’affirmer. Jacques Duguay fait son apprentissage cher Joseph Moillet, orfèvre à Paris, rue Jean Pain Mollet, en 1715. Il épouse le 2 juin 1720, en premières noces, Catherine Moillet, fille de Joseph Moillet, son maître, et de Marie Quené. En 1722, naquit son premier fils, Joseph Pierre Duguay, qui devint, en 1756, aussi orfèvre joaillier à Paris. Le 2 février 1725, Jacques Duguay épouse en secondes noces Marie Angélique Letot du Clos, fille de Michel Letot du Clos, officier royal sur les Aides de Paris. De cette union sont connus trois enfants : Michel Thomas, François Guillaume et Angélique Geneviève. Il décède à Paris le 3 août 1749, rue de l'Arbre Sec, paroisse Saint-Germain-l'Auxerrois. Il est alors âgé de 54 ans. Encore aujourd’hui, le nom des Duguay est cité lors des ventes d’orfèvreries chez « Sotheby’s », ou chez « Fraysse et associés », lors desquelles ces objets ont atteint des montants élevés. Les catalogues des musées mentionnent aussi leurs réalisations comme celui du « Metropolitan Museum of art » en 1960, ou celui du musée du Louvre à Paris qui possède des « Mouchettes et leur plateau » venant de la collection Puiforcat par acquisition de 1955[16].
- Le sous-lieutenant Daniel Rousseau : Daniel Rousseau, résidant à Meulles, entre en Résistance en 1943 à l'âge de 20 ans avec son frère ainé Pierre. Les deux frères participèrent à de nombreuses missions de renseignement (le château de Montfort en face de la ferme des Rousseau était occupé par un détachement de panzer-division SS ainsi que par le colonel Paffrat, intendant du Reichmarshall Rommel), des missions de sabotage telles des poses de mines ou des destructions de panneaux d'indication ainsi que la réception d'un parachutage. Un dépôt de munitions était installé à la ferme.

Le 6 juin 1944, Daniel est capturé en mission, il est tenu en captivité dans un poste mobile de la Wehrmacht. Profitant d'une relève de garde, il enjambe les fils barbelés et prend la fuite. Il rentrera à la ferme.
Peu de jours après, le 8 juin, il repart en mission avec son frère Pierre et Guy Glasser (résidant au château), le but de la mission est de détruire la signalisation routière et de poser des mines afin de retarder les convois allemands remontant vers le tout nouveau front du débarquement. Hélas, les deux frères sont appréhendés par des éléments de la douzième Division de panzer SS. Cette division avait quitté Meulles la veille mais il restait des unités encore sur place. Pierre parvient à s'échapper, Daniel est rattrapé après avoir riposté à la grenade sur une voiture allemande. Il est attaché et on lui fait traverser le village en voiture les mains liées. Il est emmené dans un champ, il oppose un complet mutisme aux interrogations de l'ennemi. Les SS le fusilleront après lui avoir fait creuser sa tombe. Un blindé passera plusieurs fois sur son corps afin d'effacer toutes traces...
Le 7 juillet, Pierre était recherché par la Gestapo, il leur échappera grâce à un quiproquo.